# Jacques Van Ginkel
Jacques Van Ginkel (* 19. Jahrhundert; † 20. Jahrhundert) war ein belgischer Radrennfahrer.

## Sportliche Laufbahn
Van Ginkel war im Bahnradsport aktiv. Bei den Bahnradsport-Weltmeisterschaften 1914 in Ordrup bei Kopenhagen gewann er beim Sieg von Cor Blekemolen die Silbermedaille im Steherrennen der Amateure. 
Über seine weiteren Lebensdaten und Erfolge ist nichts bekannt.